# Centrostachys aspera
Centrostachys aspera är en amarantväxtart som först beskrevs av Carl von Linné, och fick sitt nu gällande namn av Paul Carpenter Standley. Centrostachys aspera ingår i släktet Centrostachys och familjen amarantväxter. Inga underarter finns listade i Catalogue of Life.